# Cody Garbrandt
Cody Garbrandt (Uhrichsville, Ohio; 7 de julio de 1991) es un artista marcial mixto estadounidense que actualmente compite en la categoría de peso gallo de Ultimate Fighting Championship (UFC), donde ha sido Campeón Mundial de Peso Gallo de UFC en una ocasión.

## Primeros años
Garbrandt nació y creció en Uhrichsville, Ohio, y comenzó a boxear a la edad de 15 años, entrenado por su tío, que era un suplente olímpico en el deporte. En Claymont High School, Garbrandt compitió en la lucha libre, ganando un campeonato estatal en 2007 como estudiante de primer año, y fue segundo en 2008. Garbrandt también fue un Sénior Nacional All-American en 2010, pero al final se volvió su enfoque de boxeo sobre la lucha libre. A pesar de no competir en la lucha libre durante sus dos años finales de la escuela secundaria, Garbrandt recibió interés de varias escuelas de la División I, pero por razones académicas, asistió brevemente a una escuela de la División II, Newberry College. Como boxeador aficionado, Garbrandt compila un récord de 32-1. Al mismo tiempo, Garbrandt también comenzó en una carrera amateur de MMA, teniendo su primera pelea en 2009. Compitió en varias peleas de aficionados en Ohio natal Noreste antes de convertirse en profesional en 2012.

## Carrera de artes marciales mixtas
Garbrandt compiló un récord amateur de 6-2 antes de hacer su debut profesional en 2012. Garbrandt compiló un récord de 7-0, finalizando a seis de sus oponentes. Antes de su final con James Porter, en mayo de 2014, se trasladó de Ohio a Sacramento, California para entrenar en el equipo Team Alpha Male en un intento de continuar su carrera y mejorar sus habilidades. Firmó con Ultimate Fighting Championship en el otoño de 2014.

### Ultimate Fighting Championship
Garbrandt hizo su debut contra Marcus Brimage el 3 de enero de 2015, en UFC 182. Ganó la pelea por TKO en el tercer asalto.
Garbrandt enfrentó a Henry Briones el 11 de julio de 2015, en UFC 189. Garbrandt ganó la pelea por decisión unánime.
Garbrandt estaba programado para enfrentar a John Lineker el 21 de febrero de 2016, en UFC Fight Night 83. Sin embargo, Lineker se retiró de la pelea durante la semana del evento después de contraer la fiebre del Dengue y fue reemplazado por Augusto Mendes. Garbrandt ganó la pelea por TKO en el primer asalto.
Garbrandt enfrentó al invicto Thomas Almeida, el 29 de mayo de 2016, en UFC Fight Night 88. Ganó la pelea por KO en el primer asalto. Esta victoria lo hizo merecedor de su primer premio de Actuación de la Noche.
Garbrandt enfrentó a Takeya Mizugaki el 20 de agosto de 2016, en UFC 202. Ganó la pelea por TKO en el primer minuto del primer asalto.

#### Campeonato Mundial de Peso Gallo de UFC
Garbrandt enfrentó a Dominick Cruz por el Campeonato Mundial de Peso Gallo de UFC el 30 de diciembre de 2016, en UFC 207. Ganó la pelea y el título por decisión unánime, luego de múltiples oportunidades de haber finalizado la pelea.
En enero de 2017, UFC anunció que Garbrandt sería uno de los coaches en The Ultimate Fighter 25 junto al ex campeón de peso gallo de UFC (y excompañero de equipo del Team Alpha Male) T.J. Dillashaw, con los dos siendo programados para enfrentarse el 8 de julio de 2017, en UFC 213. Sin embargo, la pelea fue cancelada el 23 de mayo después de que Garbrandt sufriera una lesión en la espalda. La pelea fue reprogramada y finalmente se llevó a cabo el 4 de noviembre de 2017, en UFC 217. A pesar de lograr un knockdown al final del primer asalto, Dillashaw se recuperó en el segundo asalto y derrotó a Garbrandt por nocaut, marcando su primera derrota en su carrera profesional y perdiendo el título.
Garbrandt enfrentó a T.J. Dillashaw en una revancha por el Campeonato Mundial de Peso Gallo de UFC el 4 de agosto de 2018, en UFC 227. Perdió la pelea por nocaut técnico en el primer asalto.

#### Post Campeonato Mundial de Peso Gallo de UFC
Garbrandt hizo su regreso contra Pedro Munhoz el 2 de marzo de 2019 en el UFC 235. Perdió la pelea por nocaut en la primera ronda. A pesar de la derrota, Garbrandt recibió su segundo premio de Pelea de la Noche.
Garbrandt estaba programado para enfrentar a Raphael Assunção como la coestelar del 28 de marzo de 2020, en UFC on ESPN 8. Sin embargo, Garbrandt se retiró de la peela el 12 de marzo por problemas de riñón. El par fue reprogramado para enfrentarse el 6 de junio de 2020, en UFC 250. Garbrandt ganó la pelea por KO en el segundo asalto. Esta pelea lo hizo merecedor de su segundo premio de Actuación de la Noche.
El 7 de agosto de 2020, se anunció que Garbrandt tenía la intención de bajar de división (de peso gallo a peso mosca) y estaba programado para enfrentarse a Deiveson Figueiredo por el Campeonato de Peso Mosca de UFC el 21 de noviembre de 2020, en UFC 255. Sin embargo, el 2 de octubre de 2020 se reportó que Garbrandt se había retirado de la pelea. Garbrandt más tarde revelaría que dio positivo por COVID-19 el 29 de agosto de 2020, además de sufrir Trombosis, obnubilación y neumonía.
Luego de su enfermedad, Garbrandt regresó a peso gallo y enfrentó a Rob Font el 22 de mayo de 2021 en el evento estelar de UFC Fight Night 188. Perdió la pelea por decisión unánime.

#### Bajada a peso mosca
Garbrandt hizo su debut en peso mosca contra Kai Kara-France el 11 de diciembre de 2021, en UFC 269. Perdió la pelea por TKO en el primer asalto.

#### Regreso a peso gallo
Garbrandt estaba programado para enfrentar a Rani Yahya el 9 de julio de 2022, en UFC on ESPN 39. Sin embargo, Yahya se retiró de la pelea a mediados de junio por una lesión de cuello. La pelea fue reprogramada y se esperaba para el 1 de octubre de 2022, en UFC Fight Night 211.  Sin embargo, Yahya se retiró de la pelea de nuevo a mediados de septiembre por razones no reveladas. Mientras se buscaba un nuevo oponente, Garbrandt sufrió una lesión durante el entrenamiento, siendo retirado de la cartelera.
Garbrandt estabap programado para enfrentar a Julio Arce el 4 de marzo de 2023, en UFC 285. Sin embargo, Arce se retiró de la pelea a finales de enero por una lesión de rodilla y fue reemplazado por Trevin Jones. Ganó la pelea por decisión unánime.
Garbrandt estaba programado para enfrentarse a Mario Bautista el 19 de agosto de 2023, en UFC 292.  Sin embargo, Garbrandt se retiró de la pelea una semana del evento por una lesión, y fue reemplazado por Da'Mon Blackshear.
Garbrandt enfrentó a Brian Kelleher el 16 de diciembre de 2023, en UFC 296. Ganó la pelea por KO en el primer asalto.
Garbrandt enfrentó a Deiveson Figueiredo el 13 de abril de 2024, en UFC 300. Perdió la pelea por sumisión en el segundo asalto.

## Vida personal

### The Pact
El 8 de mayo de 2018, la autobiografía de Garbrandt fue publicada, titulada The Pact. El libro detalla su vida, y explica su profunda conexión y su promesa con el joven sobreviviente de Leucemia Maddux Maple.

### Familia
Cuando Garbrandt competía en la promoción de MMA Pinnacle FC, conoció y comenzó a salir con Danny Pimsanguan. La pareja se casó en julio de 2017. En octubre, la pareja anunció que estaban esperando a su primer hijo. En marzo de 2018, la pareja anunció el nacimiento de su hijo. Garbrandt anunció en 2023 que él y su esposa se habían divorciados.

## Campeonatos y logros
- Ultimate Fighting Championship
  - Campeonato Mundial de Peso Gallo de UFC (Una vez)
  - Actuación de la Noche (Dos veces) vs. Thomas Almeida y Raphael Assunção
    - Premios de Mitad de Año 2020: Mejor Nocaut vs. Raphael Assunção[55]

  - Pelea de la Noche (Dos veces) vs. Dominick Cruz y Pedro Munhoz
  - Empatado (con Petr Yan, Marlon Vera y Montel Jackson) por la mayor cantidad de knockdowns en la historia de la división de peso gallo de UFC (10)
- MMAJunkie.com
  - Nocaut del mes de junio de 2020 vs. Raphael Assunção[56]
- Pundit Arena
  - Pelea del Año 2017 vs. T.J. Dillashaw[57]
- MMADNA.nl
  - Peleador en Ascenso del Año 2016[58]
- World MMA Awards
  - Peleador Revelación del Año 2016[59]

## Récord en artes marciales mixtas
| Récord profesional | Récord profesional | Récord profesional |
| 20 peleas          | 14 victorias       | 6 derrotas         |
| ------------------ | ------------------ | ------------------ |
| Nocaut             | 11                 | 4                  |
| Sumisión           | 0                  | 1                  |
| Decisión           | 3                  | 1                  |

| Resultado | Récord | Oponente            | Método                      | Evento                                     | Fecha                   | Ronda | Tiempo | Localización                     | Notas                                                       |
| --------- | ------ | ------------------- | --------------------------- | ------------------------------------------ | ----------------------- | ----- | ------ | -------------------------------- | ----------------------------------------------------------- |
| Derrota   | 14–6   | Deiveson Figueiredo | Sumisión (rear-naked choke) | UFC 300                                    | 13 de abril de 2024     | 2     | 4:01   | Las Vegas, Nevada                |                                                             |
| Victoria  | 14–5   | Brian Kelleher      | KO (puñetazo)               | UFC 296                                    | 16 de diciembre de 2023 | 1     | 3:42   | Las Vegas, Nevada                |                                                             |
| Victoria  | 13–5   | Trevin Jones        | Decisión (unánime)          | UFC 285                                    | 4 de marzo de 2023      | 3     | 5:00   | Las Vegas, Nevada                | Regreso a peso gallo.                                       |
| Derrota   | 12-5   | Kai Kara-France     | TKO (golpes)                | UFC 269                                    | 11 de diciembre de 2021 | 1     | 3:21   | Las Vegas, Nevada                | Debut en peso mosca.                                        |
| Derrota   | 12–4   | Rob Font            | Decisión (unánime)          | UFC Fight Night: Font vs. Garbrandt        | 22 de mayo de 2021      | 5     | 5:00   | Las Vegas, Nevada                |                                                             |
| Victoria  | 12–3   | Raphael Assunção    | KO (puñetazo)               | UFC 250                                    | 6 de junio de 2020      | 2     | 4:59   | Las Vegas, Nevada                | Actuación de la Noche.                                      |
| Derrota   | 11–3   | Pedro Munhoz        | KO (golpes)                 | UFC 235                                    | 2 de marzo de 2019      | 1     | 4:51   | Las Vegas, Nevada                | Pelea de la Noche.                                          |
| Derrota   | 11–2   | T.J. Dillashaw      | TKO (golpes)                | UFC 227                                    | 4 de agosto de 2018     | 1     | 4:17   | Los Ángeles, California          | Por el Campeonato de Peso Gallo de UFC.                     |
| Derrota   | 11–1   | T.J. Dillashaw      | TKO (golpes)                | UFC 217                                    | 4 de noviembre de 2017  | 2     | 2:41   | Ciudad de Nueva York, Nueva York | Perdió el Campeonato de Peso Gallo de UFC.                  |
| Victoria  | 11–0   | Dominick Cruz       | Decisión (unánime)          | UFC 207                                    | 30 de diciembre de 2016 | 5     | 5:00   | Las Vegas, Nevada                | Ganó el Campeonato de Peso Gallo de UFC. Pelea de la Noche. |
| Victoria  | 10–0   | Takeya Mizugaki     | TKO (golpes)                | UFC 202                                    | 20 de agosto de 2016    | 1     | 0:48   | Las Vegas, Nevada                |                                                             |
| Victoria  | 9–0    | Thomas Almeida      | KO (golpes)                 | UFC Fight Night: Almeida vs. Garbrandt     | 29 de mayo de 2016      | 1     | 2:53   | Las Vegas, Nevada                | Actuación de la Noche.                                      |
| Victoria  | 8–0    | Augusto Mendes      | KO (golpes)                 | UFC Fight Night: Cerrone vs. Oliveira      | 21 de febrero de 2016   | 1     | 4:18   | Pittsburgh, Pensilvania          | Pelea en peso pactado (142 lbs); Mendes no dio el peso.     |
| Victoria  | 7–0    | Henry Briones       | Decisión (unánime)          | UFC 189                                    | 11 de julio de 2015     | 3     | 5:00   | Las Vegas, Nevada                |                                                             |
| Victoria  | 6–0    | Marcus Brimage      | TKO (golpes)                | UFC 182                                    | 3 de enero de 2015      | 3     | 4:50   | Las Vegas, Nevada                |                                                             |
| Victoria  | 5–0    | Charles Stanford    | TKO (golpes)                | NAAFS 8                                    | 4 de octubre de 2014    | 1     | 1:37   | Canton, Ohio                     |                                                             |
| Victoria  | 4–0    | James Porter        | TKO (golpes)                | Pinnacle FC: Pittsburgh Challenge Series 7 | 24 de mayo de 2014      | 1     | 2:07   | Pittsburgh, Pensilvania          |                                                             |
| Victoria  | 3–0    | Dominic Mazzotta    | TKO (golpes)                | Gladiators of the Cage 4                   | 15 de marzo de 2014     | 2     | 0:32   | Pittsburgh, Pensilvania          | Regreso a peso gallo.                                       |
| Victoria  | 2–0    | Shane Manley        | KO (golpes)                 | Pinnacle FC: Pittsburgh Challenge Series 5 | 27 de noviembre de 2013 | 1     | 3:57   | Canonsburg, Pensilvania          | Debut en peso pluma.                                        |
| Victoria  | 1–0    | Charles Kessinger   | TKO (golpes)                | Pinnacle FC: Pittsburgh Challenge Series 1 | 29 de diciembre de 2012 | 1     | 4:11   | Canonsburg, Pensilvania          | Debut en peso gallo.                                        |

## Peleas en Pay-per-view
| No | Event   | Fight                     | Fecha               | Recinto        | Ciudad                                  | Compras de PPV |
| -- | ------- | ------------------------- | ------------------- | -------------- | --------------------------------------- | -------------- |
| 1. | UFC 227 | Dillashaw vs. Garbrandt 2 | 4 de agosto de 2018 | Staples Center | Los Ángeles, California, Estados Unidos | 300.000        |